# Godthåbgolf
De Godthåbgolf is een baai in Nationaal park Noordoost-Groenland in het oosten van Groenland.
De golf is vernoemd naar een expeditieschip.

## Geografie
De baai heeft een doorsnede van meer dan twintig kilometer. In het zuidoosten mondt de baai uit in de Gael Hamke Bugt. Aan de noordzijde van de baai mondt het Copelandfjord in de baai uit en in het zuiden het Loch Fyne. In het westen van de baai mondt het Promenadedal dal uit in de baai. Tevens mondt daar de Wordiegletsjer in de baai uit.
Ten noordoosten van de baai ligt het eiland Clavering Ø, ten zuidoosten Hold with Hope, in het zuidwesten Hudsonland, verder in het westen ligt het Stenoland en in het noordwesten ligt het Payerland.